# Shove It
Albums de The Cross
Mad, Bad, and Dangerous to Know
(1990)
Shove It est le premier album du groupe de rock anglais The Cross, sorti en 1988.

## Historique
Après l'album A Kind of Magic et la tournée qui s'ensuit, Roger Taylor a l'intention de réaliser un nouvel album solo. En lieu et place, il décide de former un nouveau groupe, The Cross, et de sortir cet album sous le nom du groupe. L'album était presque terminé lors de la formation du groupe, aussi, afin que les autres membres puissent bénéficier de royalties, certaines chansons sont réenregistrées.
Roger Taylor invite les autres membres de Queen à participer à Shove It : Freddie Mercury chante sur Heaven for Everyone, Brian May joue de la guitare sur Love Lies Bleeding et John Deacon joue de la basse sur quelques chansons.

## Accueil
L'album a reçu un accueil mitigé tant de la part des fans que des critiques, et est resté au bas du classement, atteignant la 58e place dans les charts anglais. Il n'y reste que deux semaines, alors qu'aux États-Unis, l'album n'entre pas dans le classement des meilleures ventes.
Il rencontre cependant un succès relatif en Allemagne, pays dans lequel The Cross fera par la suite la plupart de ses concerts.

## Titres de l’album

### Édition britannique
1. "Shove It" (Taylor) - 3:28
2. "Cowboys and Indians" (Taylor) - 5:53
3. "Contact" (Taylor) - 4:54
4. "Heaven for Everyone" (Taylor) - 4:54
  - Chanté par Freddie Mercury
5. "Stand Up for Love" (Taylor)- 4:22
6. "Love On a Tightrope (Like an Animal)" (Taylor)
7. "Love Lies Bleeding (She Was a Wicked Lady)" (Taylor) - 4:25
8. "Rough Justice" (Taylor) - 3:22
9. "The 2nd Shelf Mix" (Taylor) - 5:50
  - (instrumental remix of Shove It)

### Édition américaine
1. "Shove It" (Taylor) - 3:28
2. "Cowboys and Indians" (Taylor) - 5:53
3. "Contact" (Taylor) - 4:54
4. "Heaven for Everyone" (Taylor) - 4:54
  - Chanté par Roger Taylor
5. "Feel the Force" (Taylor) - 3:44
6. "Stand Up for Love" (Taylor) - 4:22
7. "Love On a Tightrope (Like an Animal)" (Taylor)
8. "Love Lies Bleeding (She Was a Wicked Lady)" (Taylor) - 4:25
9. "Rough Justice" (Taylor) - 3:22

## Musiciens
- Roger Meddows-Taylor : chant et la plupart des instruments
- Spike Edney : claviers et chant
- Brian May : guitare sur Love Lies Bleeding (She Was a Wicked Lady) (non crédité)
- Freddie Mercury : chant sur Heaven for Everyone (version anglaise)
- John Deacon : guitare basse sur certaines chansons (non crédité)
- Joshua M. Macrae : batterie, percussions
- Clayton Moss : guitare
- Peter Noone : guitare basse